# 東南費爾班克斯人口普查區
東南費爾班克斯人口普查區（英語：Southeast Fairbanks Census Area）是美國阿拉斯加州東部的人口普查區，東鄰加拿大育空地區。面積64,908平方公里。根據美國2000年人口普查，共有人口6,174人。由於無建制，故無治所。
區名來自其位置，位於費爾班克斯東南。

## 主要城鎮
- 德爾塔章克申 (阿拉斯加州)
- 伊格爾 (阿拉斯加州)